# 李晴
李晴（1972年—），江苏徐州人，汉族，中华人民共和国政治人物、第十二届全国人民代表大会江苏地区代表。
毕业于兰州大学，复旦大学法学专业，软件工程专业，加入中国共产党。2013年，被选为全国人大代表。2018年2月24日，当选为第十三届全国人大代表。